# Aplosonyx ornatipennis
Aplosonyx ornatipennis es una especie de insecto coleóptero de la familia Chrysomelidae.

## Distribución geográfica
Habita en las islas Mentawai (Indonesia).